# Pavel Kadeřábek
Pavel Kadeřábek (Praga, 25 de abril de 1992) es un futbolista checo. Juega de defensa y su equipo es el AC Sparta Praga de la Liga de Fútbol de la República Checa.

## Selección nacional
Debutó con la selección de la República Checa el 21 de mayo de 2014 en un partido amistoso contra Finlandia, encuentro que finalizó con empate a dos. Además formó parte del combinado que disputó la clasificación para la Eurocopa 2016 de la mano del seleccionador Pavel Vrba.

### Goles internacionales
| # | Fecha                   | Estadio                                  | Oponente     | Gol | Resultado | Competición                         |
| - | ----------------------- | ---------------------------------------- | ------------ | --- | --------- | ----------------------------------- |
| 1 | 16 de noviembre de 2014 | Doosan Arena, Pilsen, República Checa    | Islandia     | 1-1 | 2-1       | Clasificación para la Eurocopa 2016 |
| 2 | 13 de octubre de 2015   | Amsterdam Arena, Ámsterdam, Países Bajos | Países Bajos | 0-1 | 2-3       | Clasificación para la Eurocopa 2016 |
| 3 | 26 de marzo de 2018     | Guangxi Sports Center, Nanning, China    | China        | 1-4 | 1-4       | China Cup 2018                      |

## Clubes
| Club                        | País            | Año       | Partidos | Goles |
| --------------------------- | --------------- | --------- | -------- | ----- |
| AC Sparta Praga II          | República Checa | 2010-2015 | 24       | 1     |
| FK Viktoria Žižkov (cedido) | República Checa | 2011      | 14       | 0     |
| AC Sparta Praga             | República Checa | 2012-2015 | 115      | 13    |
| TSG 1899 Hoffenheim         | Alemania        | 2015-2025 | 287      | 19    |
| AC Sparta Praga             | República Checa | 2025-     |          |       |

## Palmarés

### Campeonatos nacionales
| Título                               | Club            | País            | Año  |
| ------------------------------------ | --------------- | --------------- | ---- |
| Liga de Fútbol de la República Checa | AC Sparta Praga | República Checa | 2014 |
| Copa de la República Checa           | AC Sparta Praga | República Checa | 2014 |
| Supercopa de la República Checa      | AC Sparta Praga | República Checa | 2014 |